# Carly Simon
Carly Elisabeth Simon (Nova Iorque, 25 de junho de 1943) é uma cantora e compositora estadunidense, também autora de livros infantis e uma autobiografia. Nasceu em família milionária: seu pai, Richard L. Simon, era um dos fundadores da grande editora Simon & Schuster e a família convivia com os ricos e famosos de Manhattan. Iniciando a carreira no final da década de 1960 numa parceria com a irmã Lucy, contudo alcançou o estrelato com a carreira solo na década seguinte, com uma série de sucessos que a fizeram vencedora do Grammy como artista revelação em 1971 e ter o seu hit "You're So Vain" listado como uma das 100 maiores canções de todos os tempos, além de fazê-la figurar no Grammy Hall of Fame, em 1994.
Com o seu sucesso de 1988 "Let the River Run", do filme Working Girl, Simon tornou-se a primeira artista na história a vencer um Grammy, um Oscar e um Globo de Ouro por uma canção inteiramente composta, letrada e executada por uma só pessoa.
Teve relacionamentos com diversos artistas famosos, como Cat Stevens, James Taylor (com quem foi casada por uma década e teve dois filhos), Kris Kristofferson e Warren Beatty; seu último casamento, apesar de durar vinte anos, terminou quando descobriu que o marido era gay; por fim ela se relacionou com o cirurgião Richard Koehler, com quem vivia, em 2015.
Simon venceu um câncer e, apesar de com a idade estar perdendo a voz, continuava a realizar apresentações junto ao filho Ben. Em 2015 publicou uma autobiografia parcial, intitulada Boys in the Trees. Um empresário certa vez declarou: "Cada momento de sua carreira foi um drama". Em 2022 foi introduzida no Rock and Roll Hall of Fame.

## Contexto familiar e histórico
O pai de Richard Simon era importador de chapéus da Europa, e não lhe permitira seguir a vocação pela música, profissão que considerava indigna; ele então encontrou um meio de continuar perto do instrumento predileto, tornando-se vendedor de pianos quando, ao tentar realizar uma venda para o comerciante de tapetes, Max Schuster, falavam sobre a biografia de Beethoven quando surgiu a ideia de fundarem, em parceria, uma editora – nascendo assim a Simon & Schuster, em 1924, publicando palavras cruzadas, então na moda. Por muitas vezes, Richard dizia que a editora se tornara um sucesso porque ele estava determinado a demonstrar ao pai que era um homem de negócios melhor que ele, vingando-se assim do pai.
Andrea Heinemann, sua mãe, era cubana, filha de um descendente de alemães com uma descendente de africanos. O programa da emissora PBS, Finding Your Roots (Encontrando Suas Raízes, em livre tradução), realizou em 2017 o teste de DNA em Carly encontrando 10% de origem africana e 2% indígena (a mãe de Andrea resultou em 40% afrodescendente). O programa foi a Cuba pesquisar registros da Igreja, pois a história que a avó de Carly contava era de que descendia do "rei da Espanha e de uma escrava marroquina" - versão que se revelou fantasiosa. Henry Louis Gates Jr, professor de Harvard e apresentador do programa, conjectura que a avó de Carly tenha inventado a história "porque sabia que era de origem mestiça, e isso era muito impopular nas décadas de 1950 e 1960”. Andrea vinha da Filadélfia e era uma pobre mas orgulhosa telefonista na empresa do marido, quando se conheceram. Era 1934 e, quando Richard entrou na empresa saudou a funcionária com um “Hello, little woman” (“Olá, garota pequena” – em livre tradução) ao que ela lhe respondera “Hello, big man” (“Olá, grande homem” – frase que a filha viria a transformar no título de seu álbum de 1983); eles se casaram um ano depois.
Moravam numa mansão em Riverdale, no Bronx; dividiam o tempo entre a casa em Greenwich Village, onde tinham como visitas Albert Einstein e Eleanor Roosevelt, e uma propriedade em Stamford. A mudança para o Bronx se deu na primavera de 1950, para a mansão de tijolos vermelhos em Riverdale, atendendo aos anseios de Andrea que, esposa de um jovem que ficara milionário e era uma figura de respeito nacional, poderia assim exibir sua condição; a casa passou a ser conhecida como “The Simon House”, com seu imponente jardim gramado, na qual seus filhos viriam a tocar, cantar e posar para fotos.
Um dos convidados na casa foi o astro do beisebol, Jackie Robinson; ele e sua família ficaram hospedados com os Simon enquanto ele construía sua própria casa em Stamford; o beisebol teria um papel importante na infância de Carly.
Richard alimentava o sonho de se tornar um pianista - algo sobre o que que a cantora refletiu: "Sempre achei que, se ele seguisse uma carreira como pianista, teria sido mais feliz"; analisando-o na maturidade, disse acreditar que o pai não gostava nem mesmo de ser judeu. Sua condição na empresa, contudo, principiou a se deteriorar em meados da década de 1940, quando os sócios o pressionaram para ingressar na nova onda de livros de bolso; Richard recusou-se e, com isto, começou a ser posto de lado nas decisões nos negócios; seu estado emocional, que já definhava, sofreu com o golpe e ele tornou-se cada vez mais afastado de todos. Em 1957 sua saúde começou a definhar definitivamente, tornando-o quase um inválido, e a condição nos negócios corriam sério risco; vagava pela casa alheio à realidade, sem distinguir o dia da noite até que, a 31 de julho de 1960, ele finalmente veio a ter o ataque cardíaco que o matou.
Eram convidados frequentes em sua casa Oscar Hammerstein II, Richard Rodgers e George Gershwin, criando um ambiente musical especial. Sua irmã Lucy, por exemplo, viria mais tarde a compor as músicas para o show da Broadway, The Secret Garden. Seu tio Peter, irmão de Andrea, foi quem ensinou Carly a jogar beisebol e foi empresário de Sam Cooke, sendo ele mesmo um aficionado pela cultura musical (e as mulheres) negra: quando tinha setenta anos (quatro antes de morrer) lançou uns sete álbuns com o nome de Peter "Snake Hips" Dean.

## Infância: baixa autoestima, abuso e ambiente musical

Foto de Carly criança, na capa de seu livro de memórias.

Em registro de 2006, Carly falava de uma infância onde seu pai tinha apenas uma regra para os filhos: enquanto cresciam, toda noite tinham que ir até a sala de estar onde ele lia para ela e os irmãos poemas de Whitman, Tennyson ou Shakespeare e, depois, enchia a casa com o som de música clássica, que ouvia na biblioteca e eles escutavam de seus quartos. No mesmo registro, ela se pergunta onde estava a mãe, e responde que ela também ouvia tudo isso e ia beijar os filhos em suas camas - ressaltando que isto era algo muito bom, e que ao menos uma vez, em suas lembranças, isso ocorrera.
Na sua autobiografia, contudo, ela revela que o pai era distante e "frágil"; a ausência de amor paterno era bastante sentida pela pequena Carly. Ele, por vezes, chegava a ser cruel como quando, na fase em que ela sonhava ser Scarlett O'Hara, mentira-lhe que alguém parecido com Clark Gable viria até sua casa e, quando ela se arrumara a caráter, deparou-se com um velhote desajeitado, enquanto o pai ria-se dela.Ao lado disso, sua mãe mantinha um caso extraconjugal com um rapaz de dezenove anos, Ronny, que fora contratado para ser babá de seu irmão Peter; os dois passaram a viver juntos, no terceiro andar da casa.
Quando tinha apenas sete anos de idade, Carly começou a ser abusada por um rapaz de dezesseis; manteve segredo sobre a perda de inocência até os dez anos, quando resolveu contar para suas irmãs o que estava ocorrendo, mas elas não acreditaram; quando tinha onze anos, finalmente, contou para a mãe sobre os abusos e ela, que mantinha um amante na própria casa, tomou como única providência manter o abusador por um ano afastado da residência. O amante da mãe, Ronnie Klinzig, seria na verdade o treinador de tênis do irmão Peter, e Carly o odiava.
Suas irmãs lhe contaram do romance adulterino da mãe quando ela tinha doze anos (1957); para ela foi a partir de então que desenvolveu as crises de ansiedade que iriam lhe acompanhar por toda a vida, sobretudo nas vezes que tinha de encarar o palco.
A irmã mais velha, Joey, estudava ópera e, quando ensaiava, o som do piano era ouvido por toda a casa; completava o ambiente musical em que crescera a presença de vários tios, tanto pelo lado paterno quanto materno, que lidavam com música. A música era o recurso para manter-se longe do ambiente familiar desagregado e ela, que desenvolvera uma gagueira, passou a ter aulas de canto, descobrindo ali seu talento natural para a arte.
Desde pequena Carly tinha complexo de inferioridade, e a gagueira apenas complicou este quadro; isto influenciou a perspectiva com que via seus irmãos, muitas vezes exagerada pela baixa autoestima. Ela lembrava de sentir-se como o patinho feio em meio a belos cisnes: sempre fora a mais feia das irmãs e os convidados não escondiam isto quando saudavam as filhas dos Simon: elogiavam a beleza de Lucy, a elegância de Joanna e, a ela, diziam apenas "Oi, Carly". O fato era tão notório que chegou a ser registrado pelo escritor Sloan Wilson em suas memórias, dizendo que todos os Simon eram bonitos, "exceto Carly".
O beisebol teve um importante papel na infância da cantora; além do astro do esporte Jackie Robinson, que era vizinho em Stanford, naquela época o time dos Dodgers era sediado no Brooklyn e Carly muitas vezes assistia aos jogos no Ebbets Field dentro do campo, no banco, sentada no colo de Pee Wee Reese - um dos maiores nomes do time; e o time todo a elegeu sua mascote, fazendo-lhe uma camiseta especial - tornando oficial sua condição de mascote; deste tempo ela se recorda de que o próprio Jackie lhe ensinara alguns arremessos e que o esportista tinha um olhar especial, "como se estivesse pensando sobre o que estava prestes a falar, antes que dissesse algo."
Seu pai a forçava treinar ao piano mas, quando a ouvia tocar, ele próprio tomava o instrumento e passava a executar como se ela não estivesse mais ali, e ela efetivamente acabava se afastando.
Tinha quinze anos quando o pai morreu; cinco anos antes Richard Simon sofrera um infarto; Carly então desenvolveu um comportamento compulsivo: batia 500 vezes na madeira todas as noites, para com isto evitar que ele morresse: como ele não morrera na primeira vez, ela continuou a repetir o ritual; aos poucos foi diminuindo as batidas: para 300 até que, quando ele finalmente faleceu, em 1960, ela batia 100 vezes na madeira; o gesto refletia a esperança que tinha de ver os pais se amando, um dia.

## Anos 1960: Dupla com a irmã e início da carreira
Com a morte do pai, a herança que ele deixou foi, em tempo relativamente curto, dissipada.
Lucy havia comprado um violão na loja Manny's Music, situada na 48th Street, e foi tocá-lo no seu gabinete onde ela tinha uma coleção de LPs e, ouvindo Joan Baez ou outro artista, tentava acompanhar com os três únicos acordes que aprendera; logo a irmã ensinou estes acordes para Carly e esta, animada, comprou uma violão para si e logo descobriram como usar capos; as duas furaram suas orelhas e, mesmo com a irmã estudando enfermagem, adotaram um visual ousado com capa e chapéu. Cantando no estilo folk, Carly possuía um raro timbre barítono em mulheres, que complementava a voz da irmã, com a qual era fácil de harmonizar.
As duas então começaram a realizar viagens sem compromissos em que se apresentavam, até que no verão de 1963 foram de carona até Provincetown (no Cabo Cod, em Massachusetts) onde, ao final do cabo, havia um bar-clube chamado The Moors, cuja atração havia sido convocada para a Guerra do Vietnã.  As duas cantaram ali e depois, no mesmo verão, foram descobertas por Charlie Close, amigo de Lucy e que era sócio de Harold Leventhal, empresário dos The Weavers e Pete Seeger; este, então, conseguiu que elas se apresentassem no programa de shows da ABC, Hootenanny
A estreia na televisão se deu logo após a apresentação dos Smothers Brothers e da Carter Family, no mesmo programa; as duas estavam rígidas e tensas, mas a combinação de suas vozes acabou agradando ao público e as duas, enquanto frequentavam suas escolas (ambas em Greenwich Village), passaram a realizar muitos shows em locais como o The Bitter End ou The Gaslight, durante os meses seguintes, graças à divulgação proporcionada pelo programa - por vezes chegaram a fazer até quatro apresentações em uma mesma noite.
A seguir, deram entrevistas ou se apresentaram nos programas de Johnny Carson, Dick Cavett e Bill Cosby; ao longo deste tempo passaram a conviver com artistas ou grupos como The Tarriers ou Lenny Bruce, com quem foram aprendendo os truques de palco e, embora ainda mantivessem o mesmo visual, evoluíram artisticamente, começando a compor: primeiro foi Lucy, que escreveu a canção "Winkin’, Blinkin’ and Nod" para o primeiro álbum da dupla, baseada num poema de Eugene Field, e também Carly começou a compor poemas que já pensava em ver musicados.

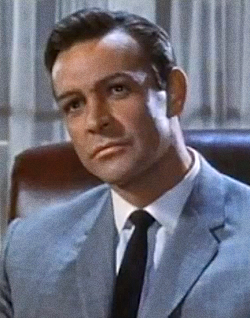
Sean Connery flertou com as duas irmãs Simon.

O primeiro disco delas, "Winkin' Blinkin' and Nod", foi lançado em abril de 1964. No encarte, o cantor e compositor folk Lee Hays escreveu: "Vinte anos atrás um fato curioso é que os principais praticantes da arte eram do sexo masculino, com apenas uma descoberta ocasional de uma cantora (...) Hoje, que glória, as meninas estão aparecendo e criando seu caminho para as novas audiências que esperam por elas. Entre estas estão duas lindas irmãs, Lucy e Carly Simon, que ouviram músicas, as aprenderam e cantaram desde que eram crianças."
Carly abandonou o Sarah Lawrence College, onde estudava, aos dezenove anos, indo para a França com seu namorado Nicky Delbanco; ficaram em Grasse, onde ela recomeçou a sentir seus problemas e a mãe a convenceu que voltasse para Nova Iorque, onde reiniciou o tratamento psiquiátrico com quatro sessões semanais – o que lhe consumiu o restante da herança paterna; quando se graduou foi com o namorado comemorar num restaurante e, ao pedir o mesmo vinho que bebiam durante o período na França, ela tornou a sentir os sintomas - descobrindo assim que tinha, na verdade, alergia à bebida.
Numa viagem para Nova Iorque de navio, em 1965, ela viu a bordo o ator Sean Connery (então no auge do sucesso de Dr. No, que criara a bondmania) e mandou-lhe um bilhete provocativo; ele então convidou as duas irmãs para sua suíte presidencial onde, após um jantar regado a champanhe, ele as convidou para uma relação a três - um "sanduíche de Simons"; as duas recusaram mas, na noite seguinte, Lucy voltou lá e só retornou à cabine por volta das cinco horas da madrugada.
Em 24 de junho de 1966, Bob Dylan convidou-a para assinar contrato com a Grosscourt Management (uma iniciativa de Albert Grossman para representar vários artistas) com a intenção de que ela gravasse "Baby, Let Me Follow You Down".  A iniciativa não prosperou porque Dylan se acidentou de motocicleta e passou a ficar com voz arrastada, falando coisas desconexas de cunho religioso, pregando que tinham que voltar a Nashville; a real intenção de Grossman parece ter sido formar um casal Dylan-Simon.
Carly envolveu-se, numa estadia em Londres (era 1966 e a capital britânica fervilhava), com o playboy e sexualmente depravado William Donaldson, que deixara a atriz Sarah Miles para ficar com ela;Ela mal saíra da adolescência e ele já divorciado, prometera se casar com ela, e a fez vender os sapatos para ganhar dinheiro; apesar disto, na época, ele era um herdeiro milionário, recém-formado em Cambridge. Ele a descreveu como sendo "a resposta às orações de qualquer homem sensato; engraçada, rápida, erótica, extravagantemente talentosa" - o que não o impediu de deixá-la nos Estados Unidos para voltar à relação com Miles, na Inglaterra. Apesar de tratar suas amantes de forma abominável, muitas delas cediam ao seu carisma, mesmo tempos depois - e este foi o caso de Carly Simon que, quando se preparava para seu primeiro casamento, a ele se referiu como "maravilhoso, uma pessoa maravilhosa: o homem mais divertido que eu já conheci". Segundo ela, ficara perdidamente apaixonada por ele e, quando ele a deixou, ficou por quatro anos sem querer se envolver novamente com outro homem; ela desmentiu algumas das histórias que ele narrou, sobre os dois. Este período em Londres foi por ela definido como o mais feliz da sua vida, quando podia beber muitas latas de cerveja e vender os sapatos na Knightsbridge. Por fim, disse acreditar que a recusa de Donaldson em se casar com ela foi um gesto de bondade, pois ela seria muito puritana para as suas perversões.
A dupla fazia muitas apresentações de abertura, no circuito de cabarés e casas noturnas, para shows de outros artistas, como Woody Allen; a parceria com a irmã terminou quando esta se casou com um psiquiatra e logo teve um filho.
Durante seis meses, em 1968, integrou como vocalista a banda psicodélica Elephant's Memory, que ganhou notoriedade quando passou a fazer a introdução de shows de John Lennon, em 1970. No geral, o período entre 1967 a 1969 ela passou em Nova Iorque, entre fases de depressão e gravando jingles para comerciais e demos.

## Anos 1970: sucesso, romances, primeiro casamento

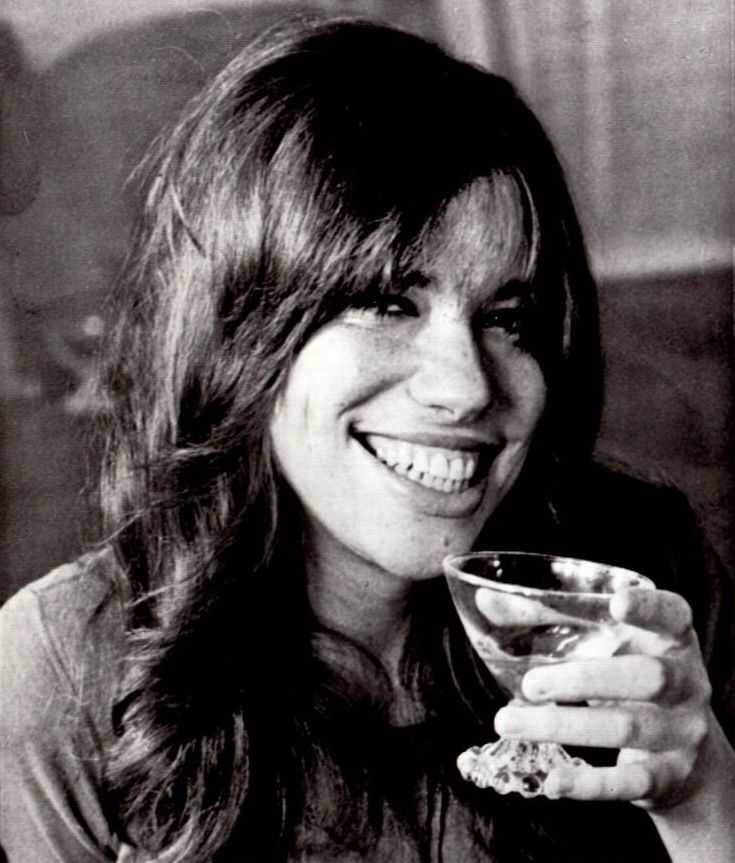
Carly, em 1973

Antes de começar a carreira solo, Carly trabalhou como conselheira num acampamento de verão e assistente num show de variedades da televisão; no primeiro dia neste trabalho ela teve que ir ao camarim do comediante Redd Foxx e este, ao vê-la, tirou o casaco que vestia e ficou completamente nu; Carly fugiu deste assédio mas, quando esteve no camarim com Marvin Gaye ele lhe forçou um beijo.
Em 1970, o produtor Jac Holzman, presidente da Elektra Records, teve sua atenção chamada pela cantora de  Wynken, Blynken and Nod, que ele adorava; Carly queria ser apenas compositora, mas ele gostou de sua voz e, quando ela lhe mandou “demos” com suas músicas, isto coincidiu com o momento em que o mercado estava aberto aos cantores que traziam suas próprias letras, e Holzman a convenceu a colocar sua voz nelas - o que deu início a sua carreira de sucesso.
Sua estreia finalmente veio com o lançamento do auto-intitulado álbum em fevereiro de 1971, cujo hit anti-casamento "That's the Way I've Always Heard It Should Be" logo atingiu o top-ten; neste mesmo ano, em novembro, ela lançou seu segundo álbum - Anticipation - cuja canção que dá título à obra ficou como uma das top 40; este trabalho lhe rendeu o Grammy para artista revelação do ano e discos de ouro por dois anos.
Durante as filmagens de Carnal Knowledge (1970-1971) ela ficou por duas noites em seu apartamento com Jack Nicholson; na primeira delas, Nicholson se adiantou na sedução quando ela ofereceu-lhe um café: “Você sempre toma café no quarto?”. 
O terceiro LP, No Secrets, saiu em novembro de 1972, também foi disco de ouro e foi produzido por Richard Perry, onde o single "The Right Thing to Do" atingiu o top 40. Nele está seu maior sucesso, You're So Vain ("Você é tão vaidoso", em livre tradução - 1972), e que despertou a curiosidade sobre quem teria sido o homem que a inspirou: Mick Jagger, Warren Beatty ou Cat Stevens, dentre muitos outras celebridades com quem ela se relacionara. Jagger, um dos "suspeitos", atuara nesta gravação como back vocal. Não há certeza se ela teve um caso com Mick; o que se sabe é que Bianca Jagger ligara para James Taylor, furiosa, afirmando: "Meu marido e sua noiva estão tendo um caso."
O crítico Raoul Hernandez, do Austin Chronicle, disse que You're So Vain era "tão perfeita como você poderia desejar numa canção pop"; o álbum atingiu o primeiro lugar após seis semanas e ali permaneceu por outras seis consecutivas - o disco teve outra canção entre as top ten, "The Right Thing to Do". O disco foi produzido por Richard Perry, com quem viria a trabalhar outras vezes. Durante quarenta anos ela sempre foi questionada sobre quem tratava a letra, mas Carly se esquivava em responder pois as pessoas, segundo dizia, não gostam da verdade e preferem o mistério. Apenas no livro sobre sua vida, em 2015, foi que ela admitiu que em parte a letra falava de Beatty.
Segundo lembrou a cantora, depois de uma noite romântica com Beatty ela fora ao seu psiquiatra - "Dr. L." - e contou-lhe a experiência; o terapeuta, então, num ato de inconfidência profissional, comentou que ela não era a primeira paciente naquele dia a passar a noite com o astro; Carly ponderou, mais tarde: "Isso era típico de Warren. Eu não esperaria nada menos dele". Enquanto todos especulavam se a letra falava de Cat Stevens, Jagger ou Kristofferson, Beatty telefonou-lhe agradecendo pela música - ela brincou com a relação, dizendo que quando ficaram juntos ele era quase novato na arte da infidelidade e da vaidade pois "ainda faltavam as populações dos países pequenos".
Desmistificando a ideia de que seria uma feminista, Carly se recorda que sonhava desde pequena ser a mulher por trás do homem; lia e relia quando criança “E o Vento Levou”, sonhando ser uma Scarlett O’Hara; isto refletia na forma como encarava o palco, sempre tímida e receosa. Mesmo quando em casa ela exibia este comportamento avesso à exibição; quando estava morando com Kristofferson, uma vez Bob Dylan começou a tocar o violão com ele, gravando tudo e, quando chegava a vez de Carly cantar algo ela inventava uma desculpa para ir à cozinha, por “timidez, medo de aparecer”, ela explicou; ela guardou a gravação daquela noite onde, além da bebida, fumaram bastante maconha.
Sobre drogas, Carly disse que fumou muita maconha; acordava já pela manhã “enrolando um baseado”, mas que um dia viu que isto não era bom para ela e, quando estava grávida da filha Sally, parou de vez, nunca mais fazendo uso.

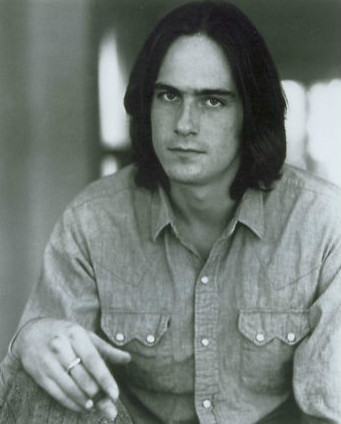
James Taylor nos anos 70

Carly havia conhecido James Taylor rapidamente quando eram novos, num passeio em Martha's Vineyard; quando ele era também um músico pop em ascensão ele visitou-a no camarim durante um show dela, em 6 de abril de 1971 (Carly fazia a abertura para a apresentação de Cat Stevens, no clube-bar Troubadour em Hollywood)). Na época, Taylor namorava Joni Mitchell, mas em pouco tempo os dois ficaram juntos. Taylor simplesmente desconhecia o trabalho de Carly; quando estavam namorando, ele mostrou a um amigo a capa de seu primeiro disco, chamado Carly Simon, e reparando na sensualidade da moça, comentou isto com o amigo que, então, chamou-lhe a atenção de que aquela ali era a sua namorada; mais tarde ele viria a gravar alguns de seus sucessos.
Após um pouco mais de um ano de namoro eles se casaram, em 3 de novembro de 1972, em Manhattan, depois de Taylor ter lançado seu primeiro disco. Uma nota irônica é que ela, dois meses antes, tinha lançado seu primeiro LP onde o maior sucesso era justamente um single ("That's the Way I've Always Heard It Should Be", em co-autoria com Jacob Brackman,) onde se manifestava contra o casamento; a cerimônia foi uma das mais glamorosas dos anos 70; ela tinha vinte e sete anos e ele vinte e quatro. Simon e Taylor se tornaram o casal símbolo do soft rock dos anos 1970, e ilustraram juntos capas da revista Rolling Stone e dezenas de outras revistas dos Estados Unidos.

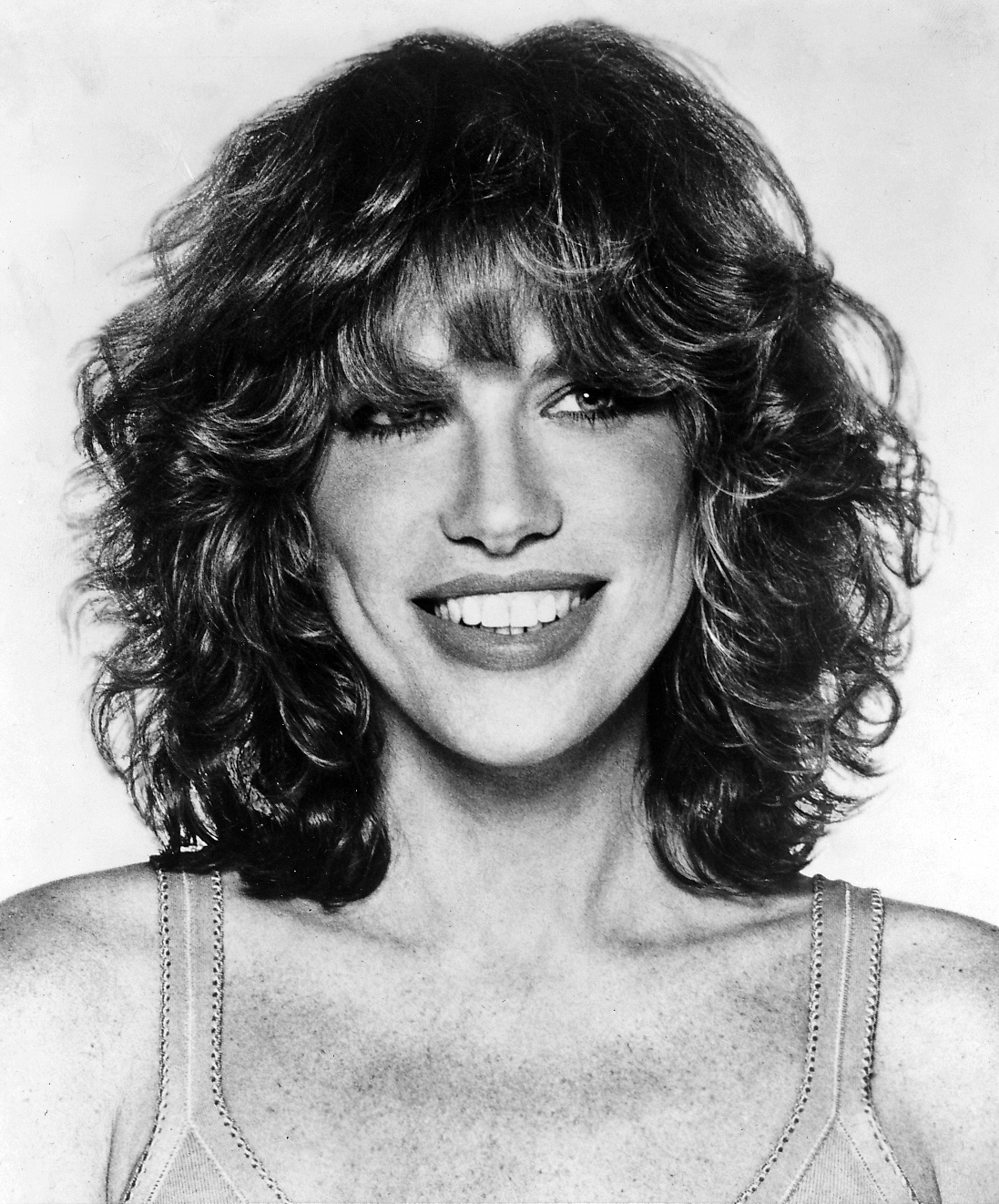
Carly, em 1978.

Foi uma relação tumultuada pelo comportamento errático de Taylor, então viciado em heroína e bastante infiel - o que levava a cantora a muitas crises com o marido. Tinham um casamento aberto; ela tinha um caso com Jeremy Irons — ocasião em que acredita ter feito uso de cocaína a primeira vez — quando ficou grávida. Quando o marido contraiu doença venérea numa turnê e disse para a esposa, quando retornou, que era "um acidente de viagem"; os dois brigaram e, quando as coisas se acalmaram, ela contou ao marido que estava grávida. Os dois tiveram um casal de filhos e, antes do divórcio em 1983, fizeram bastante sucesso em suas carreiras.
Seu quarto álbum, Hotcakes, foi lançado em janeiro de 1974 e rendeu-lhe o terceiro disco de ouro consecutivo; a canção "Mockingbird", em que faz um dueto com o marido, era uma regravação do sucesso de Inez e Charlie Foxx; já o hit "Haven't Got Time for the Pain" alcançou as dez mais.
Em 1977, o hit "Nobody Does It Better", parte da trilha sonora do filme de James Bond daquele ano - The Spy Who Loved Me, foi composto por Carole Bayer Sager em parceria com Marvin Hamlisch, com quem mantinha um relacionamento; Sager lembra que, ao final da música, Carly cantou "James, I love you" e que "nós nunca soubemos se ela estava se referindo a James Bond ou James Taylor"; a canção foi um grande sucesso e acabou sendo nomeada ao Oscar. A música, mais um trabalho com o produtor Richard Perry, é a única faixa-título de James Bond que não tem o nome do filme e é considerada uma das três melhores músicas de 007 em todos os tempos (ao lado de “Goldfinger” e “Live and Let Die”); ocupou o segundo lugar da Hot 100 da Billboard por um mês.

## Anos 1980: primeiro fracasso, divórcio, novo casamento, Oscar

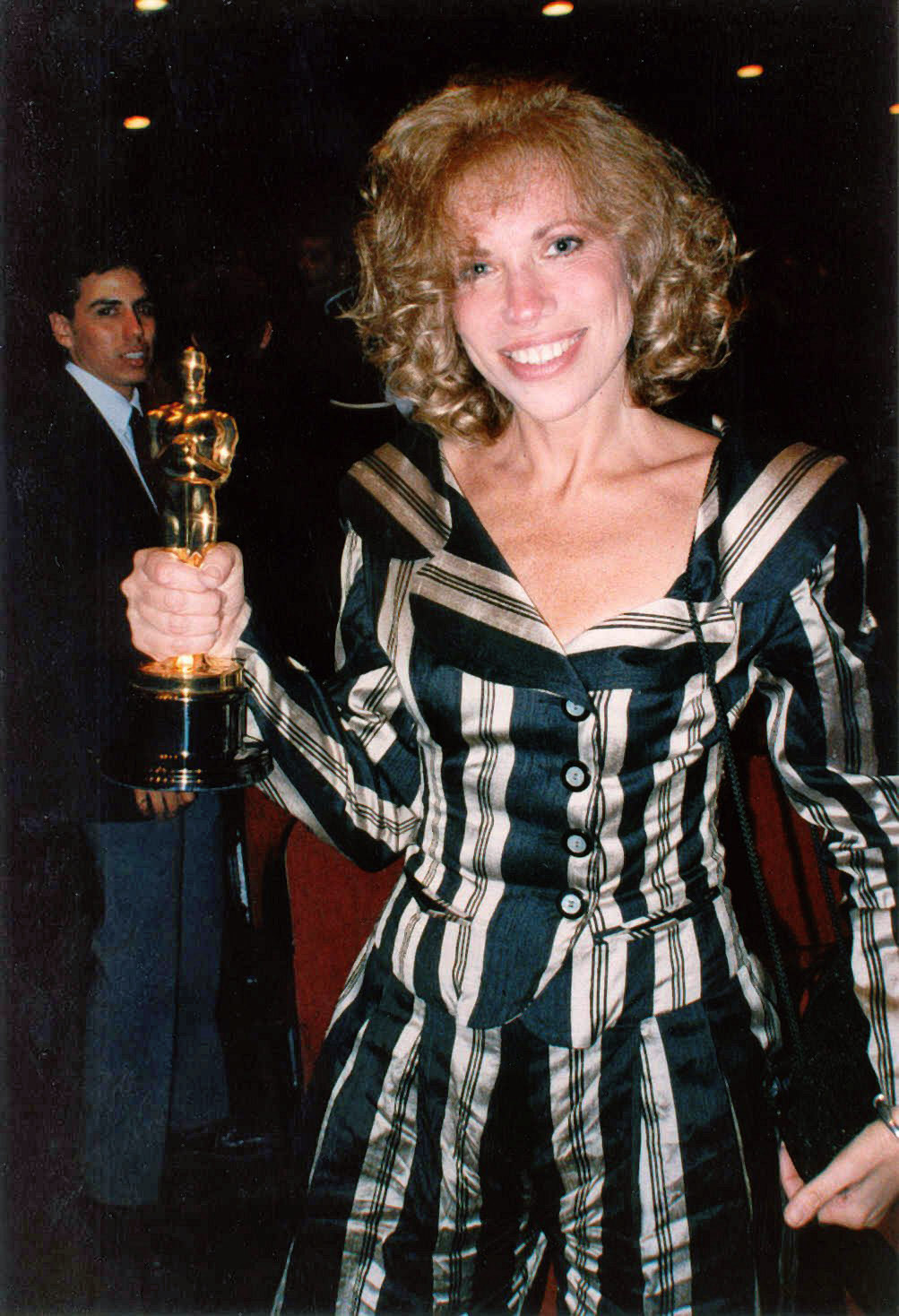
Carly em 1989, com o Oscar.

James Taylor tinha construído uma cabana de caça na ilha de Martha's Vineyard, em Massachusetts, em 1969; quando se casaram mudaram-se para lá e, na época, tinha apenas um sofá-cama para dormirem. A casa foi bastante ampliada desde o casamento: passou a ter biblioteca, estúdio de gravação, quadra de tênis e uma torre de observação à qual se chegava por uma escada em espiral.
O casal começou a se separar de fato em 1979 e, em 1981, quando iniciaram o processo de divórcio (que viria a se consumar em 1983), ambos já eram vistos em companhia de outros namorados dois anos antes; naquele ano James alugou um apartamento próximo a Martha’s Vineyard para ficar perto dos filhos. Em 1981, o filho Ben, então aos quatro anos, apresentou um grave problema renal e precisou de uma internação urgente, tendo um dos rins removido; Taylor faltou na assistência ao filho, e Carly nunca o perdoou. O casamento com James Taylor, naufragado por seu uso de drogas e infidelidades, foi bastante tumultuado, e os dois não mais se falaram após a separação, numa situação que ela definiu como "um longo corredor vazio de memórias que conduzem a um grande muro de silêncio".
Em meados dos anos 1980 teve um relacionamento com o ator bem mais jovem que ela, Al Corley (que estrelava a telessérie Dinastia). Em 1982, quando ainda corria o processo, ela declarou ao The Times que se casaria com ele, e que se seu novo nome - Carly Corley - não a incomodava, nada mais o faria.   Nesta época Simon teve um caso de amor com o ator John Travolta.
Um fator limitante em sua carreira sempre foi o medo de voar, que impede a cantora de grandes e rápidos deslocamentos; sua agorafobia a fez  interromper, em 1980, as apresentações da turnê, tomada por palpitações e ataque de ansiedade diante do palco e da plateia.
Com o fracasso de “Spoiled Girl”, Carly mudou de gravadora, passando em 1986 à Arista Records e, então, sua canção “Coming Around Again”, parte da trilha sonora que Simon compôs para o filme Heartburn, foi um dos maiores sucessos naquele ano, alcançando a décima oitava posição no ranking do começo de 1987.
Em 1987 Carly se casou com o poeta James Hart, um relacionamento que viria a durar duas décadas, até que se divorciaram em 2007 quando ela descobriu que o marido era gay.
Em 1989, diante da perspectiva de ganhar o prêmio máximo da Academia de Cinema e que tinha de enfrentar seu medo do palco, ela declarou numa entrevista ao programa Good Morning America, da rede ABC, que mandaria uma dublê em seu lugar e que "se acharem que sou mesmo eu, melhor ainda. Só o meu cabeleireiro saberá com certeza." Apesar de seus receios, ela venceu o Oscar e, no seu discurso, refletiu sobre a sua carreira.

## Anos 1990 - Carly vence o Oscar e o câncer
Na década de 1990, a canção "Anticipation" foi usada pela Heinz de forma que na mente do público estadunidense a música ficou ligada ao ketchup da marca.
Sua canção "Let the River Run" integrou a trilha sonora do filme Working Girl e, em 1991, fez Carly ganhar um Grammy e um Oscar.
No final de 1995 ela lançou uma caixa reunindo os seus trabalhos, "Clouds in my Coffee, 1965- 1995", que projetou para ser promovido no ano seguinte; ela começou o ano fazendo apresentações no Foxwoods Resort Casino, próximo de sua residência em Martha's Vineyard, algumas delas em parceria com a dupla Hall & Oates. A retomada de shows, coisa que ela não fazia desde 1981, era para divulgar sua recente produção - o álbum Letters Never Sent, do ano anterior; as composições deste disco tiveram fonte numa caixa de velhas cartas que a cantora encontrara no sótão de sua casa, e quando a moveu de lá para a limpeza de primavera, logo percebeu que "isto seria um bom título para um álbum".
Seu filho Ben, cuja voz se assemelha à do pai, começou a carreira como cantor também em 1995, com um trabalho que fez parte da trilha sonora do filme Bye Bye, Love. Ele mora numa casa erguida na propriedade de Martha's Vineyard.
Em 1997 Simon lançou o álbum Film Noir, que produziu junto a Jimmy Webb, onde as canções traziam por título e temas algumas películas do film noir (característico do pós-guerra), como a canção “Laura” em que reporta-se ao filme homônimo, de 1944; Martin Scorsese sobre este álbum escreveu que "Nesta bela coleção de canções tão evocativas do humor do gênero, Carly Simon exibe o verdadeiro sentimento da música, mas também para a textura desses filmes e seu momento na história".
No final desta década, Carly descobriu que estava com câncer de mama; a notícia foi um choque e ela precisou fazer uma mastectomia e posterior reconstrução dos seios. O biógrafo de Warren Beatty, Peter Biskind, conta que quando Carly lhe falou da doença, ao se encontrarem num bar, Beatty saiu correndo. Já o marido, Hart, foi um grande companheiro durante todo o tratamento e a posterior recuperação.

## Anos 2000 - Maturidade, parceria com o filho
Quando da morte do amigo compositor Marvin Hamlisch em 7 de agosto de 2012, Carly lembrou-se de quando estava a compor "I Forget" para o álbum The Bedroom Tapes (2000) ela sentira que faltava algo que pudesse elevar a música; então ligou para ele, e ele deu os acordes ao piano, resolvendo de forma inteligente o problema.
Em 2003, Carly teve a intenção de comprar um apartamento no The Dakota (o mesmo do filme de Roman Polanski, O Bebê de Rosemary e do assassinato de John Lennon); contudo, ao ser entrevistada pela comissão de moradores – condição exigida em muitos negócios imobiliários – ela foi acusada de ter sido muito rude e foi rejeitada; os moradores questionaram por que ela queria um apartamento de um só quarto quando vivia numa casa em Martha’s Vineyard e tinha, perto dali, um outro apartamento de doze cômodos, inferindo daí que a intenção dela seria dar o imóvel aos filhos, o que não seria tolerado; o caso foi parar na justiça, onde Carly pedia a devolução do sinal pago de cerca de cem mil dólares.
Em 2005 ela lançou o álbum Moonlight Serenade, onde se aventura pelo jazz. O disco retomou sua parceria com o produtor Richard Perry e, após vinte e sete anos ausente, ela finalmente voltou a ter uma canção figurando entre as Top Ten; Perry também produziu suas apresentações no Queen Mary II, que foram filmadas para um especial da PBS.
Em junho e julho de 2006, Simon participou da gravação do álbum Midnight Clear, lançado em outubro, de canções diversas mas sobretudo natalinas, do seu amigo músico new age Andreas Vollenweider, inclusive como parceira na composição da faixa-título do disco e em outras três músicas, cantando em todas as quatro.
Em 2007 separou-se de James Hart, que além de poeta também é comerciante e, ao contrário da separação com Taylor, continuou grande amigo da ex-mulher.
Em 2008, após oito anos sem lançar trabalhos inéditos, Simon apresentou o álbum This Kind of Love, que teve a participação de seu filho, Ben Taylor; com canções inspiradas no novo relacionamento com o bastante mais novo Richard Koehler, as músicas trazem uma batida de samba.
O filho Ben também participou das gravações de seu disco Never Been Gone de 2009, além de tê-lo coproduzido; neste trabalho, a voz de Carly está uma oitava abaixo do que era.

## Anos 2010 - Velhice, memórias e depressão
No ano de 2010 ela declarou ter sido uma das vítimas do esquema de pirâmide elaborado pelo gerente financeiro dos artistas, Kenneth I. Starr, para o qual ela perdera milhões de dólares. Simon processou o empresário antes deste ser preso por fraudes financeiras, num montante de cinquenta e nove milhões de dólares; a promessa era um rendimento de 28% sobre o valor aplicado, e a cantora declarou que era "ingênua e estúpida. Eu acreditei que isso era possível" e que, se vendesse a propriedade familiar de Martha's Vineyard para morar num trailer, então teria dinheiro novamente.
Em 2012 Carly anunciou que iria publicar, pela Random House, suas memórias; o livro, então ainda sem título, falaria sobre sua infância como filha de Richard L. Simon, a gagueira que lhe mudou a vida, sua carreira meteórica na música, seus amores - inclusive o casamento com James Taylor. Tendo nascido no mundo editorial dos livros, bem cedo começou a escrever seu diário e, depois de muitos anos compondo e escrevendo, ela finalmente se viu disposta a realizar este trabalho de registro memorial. Começou o diário aos sete anos e o manteve até 1983, quando se separou. Em 18 de abril desse ano ela recebeu o ASCAP Awards, concedido pela American Society of Composers, Authors and Publishers (Sociedade Americana de Compositores, Autores e Editores), que lhe foi entregue pelo presidente da entidade, Paul Williams, em Hollywood; na ocasião, Williams declarou que "Carly Simon sempre entregou seu coração e alma nas suas composições e, no processo, ela ajudou a reescrever o livro de regras sobre o que a música popular pode atingir e como ela pode mudar profundamente as vidas das pessoas. Ela é uma verdadeira pioneira musical e a ASCAP está extremamente orgulhosa de honrá-la com seu Founders Award".
Em 2013 vendeu seu apartamento novaiorquino, um duplex no West Village num edifício de 1817, pelo valor de 2,3 milhões de dólares. Vivendo na casa em Martha's Vineyard que veio de seu casamento com Taylor, onde entre os amigos famosos com que conviveu na ilha estavam Jackie Kennedy e Bill Clinton, Simon revelou passar por muitos momentos de depressão, encontrando alguma alegria com a terra, as ovelhas e animais que criava, dentre os quais um burrico. Sobre seu companheiro, o médico cirurgião Richard Koehler, veterano da Primeira Guerra do Golfo e especialista em laparoscopia, contou que é "mandão" e "sabe-tudo", mas que adorava ficar abraçada com ele na cama, enquanto assistiam a um filme. Sobre a velhice, ela disse que gostaria de ter ainda quarenta ou cinquenta anos pois a idade não é "isenta de dificuldades".
Na sua autobiografia, conta que fez tratamento psicológico durante toda sua vida e que o próprio livro, falando de si na terceira pessoa, é algo que faz parte da terapia - como fora ao longo de sua carreira ao escrever canções que eram, em parte, autobiográficas e que lhe permitiam "separar-se do que estava acontecendo". Nesta obra memorial Simon fala abertamente sobre a própria sexualidade, e o autor Christopher Bergland pondera sobre suas experiências que "algumas delas são de partir o coração; algumas são excitantes" e que seu "livro de memórias ajuda a desestigmatizar a depressão, a ansiedade e a psicoterapia"; ele ainda pondera que Simon desmistifica a ideia do sonho americano de que conseguir dinheiro e fama seja a chave da felicidade, antes o contrário, ela mostra o quão surreal pode ser o mundo do estrelato retratado pelos tabloides. Bergland conta ainda que no livro a cantora, ícone dos anos 1970, revela seu processo criativo de forma bem humorada. Numa entrevista dada em 2015 para Oprah Winfrey, James Taylor revelou que estava sóbrio desde 1983; a entrevista reveladora coincidiu com o lançamento do livro de memórias de Carly.
Em 2015 ela também lançou um novo álbum de canções infantis - Songs from the Trees. Em 2016, durante a campanha de Hillary Clinton à presidência dos Estados Unidos, ela autorizou um clip anti-Trump usando a sua canção "You’re So Vain" (Você é tão superficial, em livre tradução) para mostrar a personalidade do candidato republicano; esta foi a primeira vez que a cantora autorizou este uso político pois, segundo um seu porta-voz, ela estava alarmada com a possibilidade de Trump ser eleito. Naquele mesmo ano revelou a intenção de gravar com seus dois filhos, Ben e Sally, e que estava a produzir um remix de seus principais sucessos em estilo Electronic Dance Music. Em 2017 ela participou de uma das faixas da edição de luxo do álbum Humanz da banda britânica virtual Gorillaz.
Em 2018 o apoio aos Dreamers (imigrantes ilegais que entraram nos EUA quando crianças e que correm risco de deportação) levou a atriz a voltar, depois de quarenta e sete anos, a se apresentar no Carnegie Hall (a última apresentação foi quando se apresentara na abertura de um show de Cat Stevens, em 1971). Neste mesmo ano um fã dos Rolling Stones encontrou por acaso uma fita contendo a gravação inédita de um dueto entre Carly e Mick Jagger, na canção não gravada ou apresentada Fragile, de 1972; nela, com prevalência da voz de Jagger, os dois são acompanhados apenas por piano. Neste ano assinou com a Universal Music Group para que administrasse seu portfólio musical.
Em outubro de 2019 ela lançou seu segundo livro de memórias, intitulado "Touched by the Sun: My Friendship with Jackie" ("Tocada pelo Sol: Minha Amizade com Jackie", em livre tradução); nele Simon conta sua amizade com a ex-primeira-dama dos Estados Unidos, Jacqueline Kennedy Onassis, que durou até a morte dela em 1994; as duas ficaram amigas ainda na década de 1970 quando Simon escreveu seus primeiros livros infantis e Jackie se tornou sua editora.

## Anos 2020: tributo noCarnegie HalleHall of Famedo Rock
Em 27 de novembro de 2019 foi anunciado que Simon seria homenageada no Carnegie Hall com um show em sua homenagem, intitulado The Music of Carly Simon, pre visto para ocorrer em 19 de março de 2020. Entretanto, no dia 12 de março de 2020 foi divulgado que o tributo seria adiado em razão da pandemia de Covid-19.  O evento chegou a ser remarcado para 23 de março daquele ano, antes de ser definitivamente cancelado ante os desafios agravados com a pandemia.
No dia 2 de fevereiro de 2022 ela foi anunciada como uma das 17 artistas indicadas para integrar o Rock and Roll Hall of Fame. Em quatro de maio ela foi anunciada como uma dos sete artistas da categoria intérprete.  Numa entrevista concedida à revista Rolling Stone, ela afirmou: "Tive aquele primeiro pensamento de 'não acredito! Devo ter entrado na House of Pancakes'. Na verdade, eu fiquei estupefata. Achei que eles deviam estar enganados." Simon então brincou teorizando que o fato de haver por tantos anos excluída do Hall da Fama do Rock, apesar de estar elegível há vinte e seis anos, foi decorrente de sua participação especial no filme de 1985, Perfect, onde em uma cena num restaurante ela teve que jogar uma bebida no rosto de John Travolta em que este estava com Jann Wenner, um dos fundadores e ex-presidente do Hall of Fame. Ela declarou que a amizade entre os dois havia ficado "estranha", depois disso. Quando questionada sobre a possibilidade de se apresentar na cerimônia, ela afirmou: "Não sei. Não vou subir no palco e me assustar." Simon disse que gostaria que Cat Stevens ou Robbie Robertson a representassem: "Essas são as duas pessoas que foram fundamentais no lançamento de meu primeiro [disco] solo". Em 5 de novembro de 2022 Carly Simon foi enfim introduzida no Rock and Roll Hall of Fame. Ela, entretanto, não pode comparecer à cerimônia porque enfrentava uma tragédia pessoal – em outubro Carly perdeu as duas irmãs devido ao câncer, com um dia de diferença: Joanna Simon morreu em 19 de outubro, de câncer de tireoide, e Lucy Simon morreu no dia seguinte, de câncer de mama metastático. Seu outro irmão, Peter, também havia morrido de câncer de pulmão em 18 de novembro de 2018. Sara Bareilles, que anunciou o seu nome, leu uma nota da artista que dizia: "Sinto-me humilde, em choque, orgulhosa, superada e singularmente grata a todos sem os quais eu não teria chegado aqui". ". Bareilles então cantou "Nobody Does It Better", seguido por Olivia Rodrigo , que cantou "You're So Vain".
Em 12 de julho de 2023 foi anunciado para 15 de setembro do mesmo ano o lançamento da coletânea intitulada These Are the Good Old Days: The Carly Simon and Jac Holzman Story, no formato de CD e vinil. A coleção traz uma seleção de canções dos três primeiros álbuns da cantora, escolhidas e sequenciadas por Holzman.

## Críticas
O sociólogo e crítico musical Keith Kahn-Harris diz que a canção You're So Vain, apesar dos versos tímidos e sutis de Simon, e de as pessoas não a perceberem assim, é na verdade uma música de ódio ao namorado que ela não revela o nome.
Marni Jackson, ao analisar a biografia da cantora publicada em 2012 de autoria de Stephen Davis, diz que a artista é uma narcisista de tamanho global, falando coisas de si que nem seu possível caso Mick Jagger, notório narcisista, ousaria; cita como exemplo desse exagero da cantora o fato de que ela logo após ter seu primeiro filho posar de forma sexy para a capa de seu próximo álbum, dizendo que — "Tinha esse sentimento, 'Oh, meu Deus. Aqui está este corpo de novo', e eu meio que consegui — fazê-lo voltar ao que era".
No que diz respeito ao seu papel na história da música, Carly integra um diminuto número de cantoras que também são compositoras que surgiram como pioneiras num mundo quase exclusivamente masculino, no ambiente do “soft-rock”, ao lado de Carole King, Bette Midler e Joni Mitchell.

## Discos e livros

### Discografia
- Carly Simon (álbum), 1971
- Anticipation, 1971
- No Secrets, 1972
- Hotcakes, 1974
- Playing Possum, 1975
- The Best of Carly Simon, 1975
- Another Passenger, 1976
- Boys in the Trees, 1978
- Spy, 1979
- Come Upstairs, 1980
- Torch, 1981
- Hello Big Man, 1983.
- The Best of Carly Simon, 1984 (apenas no Brasil)
- Spoiled Girl, 1985
- Coming Around Again, 1987
- Greatest Hits Live (álbum), 1988
- My Romance (álbum), 1990
- Have You Seen Me Lately, 1990
- This Is My Life, 1992
- Romulus Hunt: A Family Opera, 1993
- Letters Never Sent, 1994
- Clouds In My Coffee, 1995 (retrospectiva em três discos)
- Film Noir, 1997
- The Very Best Of Carly Simon: Nobody Does It Better, 1999
- The Bedroom Tapes, 2000
- Christmas Is Almost Here, 2002
- Anthology, 2002
- Christmas Is Almost Here Again, 2003
- Reflections: Carly Simon's Greatest Hits, 2004
- Moonlight Serenade, 2005
- Into White, 2007
- This Kind of Love, 2008